# 최영태
최영태는 대한민국의 뮤지션, 가수이다.

## 음반 목록

### 미니 앨범
- 아무 말 없이 (2016)

### 싱글
- "Merry Christmas" (2014)
- "듣고있다면" (2015)
- "범위" (2016)

### 피처링
- "돌아가요" (2015, MC 스나이퍼 Feat. 최영태)